# Hynčina
Hynčina é uma comuna checa localizada na região de Olomouc, distrito de Šumperk.